# Crête galactique
La crête galactique (galactic ridge en anglais) est une région de l'intérieur de notre galaxie, la Voie lactée, située dans le plan galactique même, qui apparaît comme le lieu étendu d'origine d'une puissante émission de rayons X. De la Terre, elle apparaît comme un ruban d'étoiles entrecoupé de « pistes de poussières » (dust lanes). La poussière du disque galactique gazeux (aussi appelé plan galactique gazeux) de ces pistes bloque la lumière visible des étoiles à l'arrière-plan. Pour cette raison, la plupart des aspects intéressants de la Voie lactée ne peuvent être étudiés que dans d'autres domaines de longueur d'onde.
En plus des sources ponctuelles de rayons X, la Voie lactée abrite des sources diffuses de rayons X logées dans le plan galactique. L'ensemble de ces sources est appelé « émission de rayons X de la Crête galactique » (galactic ridge X-ray emission, sigle consacré "GRXE"). Découvertes en 1982 par l'astronome britannique Diana Worrall et des collaborateurs, les astrophysiciens ignorent encore aujourd'hui quelles sources émettent ces rayons X.

## Historique
Après la découverte du rayonnement diffus[Lequel ?], des scientifiques, à cause de la difficulté de résoudre la GRXE en sources ponctuelles, croyaient que les sources de rayons X étaient naturellement diffuses et que ces rayons provenaient d'un plasma galactique plutôt que de sources stellaires lointaines. Ils pensaient que les rayons étaient le fruit de l'interaction de gaz froids avec des rayons cosmiques de faible énergie (qui réchauffaient les gaz et provoquaient donc l'émission de rayons X). Néanmoins, des calculs ont démontré que les gaz devaient atteindre des températures dans les dizaines de millions de degrés pour produire des rayons X. Des gaz ayant atteint de telles températures ne sont plus soumis à l'attraction gravitationnelle d'une galaxie. Une autre hypothèse avance que la GRXE pourrait provenir d'un grand nombre d'étoiles périphériques et très éloignées. En 2009, après plusieurs décennies de tentative de résoudre optiquement la GRXE, Mikhail Revnivtsev, S. Sazonov et des collègues ont réussi à résoudre environ 80 % de l'émission grâce au télescope spatial à rayons X de l'observatoire Chandra. En douze jours d'observation, ils ont trouvé 473 sources de rayons X dans une région plus petite que la taille apparente de la Lune (même pleine). C'est l'une des régions les plus riches en sources de rayons X de toute la Voie lactée. À la suite de cette découverte, les scientifiques croient qu'environ 80 % de la GRXE provient de sources discrètes, telles les naines blanches et les étoiles dont la couronne est active.
Cependant, des travaux menés en 2015 à l'institut Max-Planck d'astrophysique laissent penser que la GRXE est aussi composée d'une source diffuse et distincte. Cette composante est la conséquence d'une interaction entre le gaz interstellaire et les rayons X émis par des systèmes binaires de rayons X dans la Galaxie. Ces systèmes sont les sources les plus intenses de rayons X dans les galaxies. Ils émettent des rayons X lorsque des substances d'autres objets célestes tombent dans leur champ gravitationnel, particulièrement intense lorsqu'ils s'agit d'étoiles à neutrons ou de trous noirs. Ces rayons X illuminent les atomes et les molécules du gaz interstellaire, qui par la suite les diffractent dans toutes les directions tout en réduisant leur énergie. Ces nouvelles émissions apparaissent diffuses à un observateur éloigné.
Dans le système de coordonnées galactiques, la Crête galactique mesure 5° en latitude (b) et ±40° en longitude (l).
Le premier instrument capable de mesurer les émissions de rayons X diffus est embarqué à bord de l'observatoire HEAO A2 (High Energy Astrophysical Observatory), mais ce dernier a été conçu pour étudier des structures de grande étendue dans la Voie lactée et dans l'Univers grâce à ses instruments capables de générer des données spatiales et spectrales de grande qualité dans le domaine des rayons X. Malgré cela, "HEAO A2" a produit des informations utiles sur les sources discrètes de rayons X, tels les étoiles binaires, les naines blanches chaudes, les variables cataclysmiques et les résidus de supernovas. Lancé en 1977, "HEAO A2" a recueilli des données pendant 17 mois, dont une carte du ciel dans la bande d'énergie 2-60 keV, la meilleure carte à l'époque.